# Saratoga (film 1937)
Saratoga  è un film del 1937 diretto da Jack Conway, con Jean Harlow, alla sua ultima apparizione sullo schermo, e Clark Gable.

## Trama
L'allibratore Duke Bradley riceve la scuderia di un defunto scommettitore che gli doveva dei soldi e mette gli occhi sulla figlia di quest'ultimo e sul suo ricco fidanzato.

## Produzione
Il film fu prodotto dalla Metro-Goldwyn-Mayer.
La protagonista Jean Harlow morì prima della fine delle riprese e la casa di produzione ipotizzò di rifare il film, ma le proteste del pubblico fecero sì che le scene mancanti fossero girate utilizzando tre diverse controfigure o modificandole.

## Distribuzione
Distribuito dalla Metro-Goldwyn-Mayer, il film uscì nelle sale cinematografiche statunitensi il 23 luglio 1937 e ottenne subito un enorme successo, fu infatti il secondo incasso della M.G.M. dell'anno 1937.